# Pulvis et umbra
Pulvis et umbra è un romanzo giallo di Antonio Manzini pubblicato da Sellerio, il sesto romanzo della serie dedicata al vicequestore Rocco Schiavone.

## Trama
Rocco Schiavone è sempre più amareggiato per i sospetti di giustizia privata che gravano su di lui. Trasferito in una stanzetta nello scantinato della questura di Aosta non vorrebbe nemmeno occuparsi del caso di morte di una donna transessuale, Juana. La nuova amicizia con l’adolescente Gabriele, l'affetto per la cagnetta Lupa e la conquista della giovane collega Caterina sembrano le uniche soddisfazioni di questo periodo.
Quando Rocco inizia ad indagare seriamente scopre che Juana è morta a causa di un gioco erotico finito male, ma tutte le tracce sembrano svanire quando gli investigatori si avvicinano alla possibile cerchia dei clienti di Juana.
Qualcosa di superiore alla giustizia locale sta sviando la polizia, Rocco si ritrova anche ad affrontare un fantasma del passato, sulle cui tracce è anche l'amico di sempre Sebastiano.
La sempre più evanescente presenza della defunta moglie Marina ed il sospetto che lui stia tradendo i suoi vecchi amici romani lo prostrano, ma ancor più grave sarà l'inatteso tradimento di una persona che per lui stava diventando sempre più importante.